# Chaux-Champagny
Chaux-Champagny är en kommun i departementet Jura i regionen Bourgogne-Franche-Comté i östra Frankrike. Kommunen ligger i kantonen Salins-les-Bains som tillhör arrondissementet Lons-le-Saunier. År 2022 hade Chaux-Champagny 73 invånare.

## Befolkningsutveckling
Antalet invånare i kommunen Chaux-Champagny
Referens:INSEE